# Крістофер Фосс
Крістофер (Кріс) Ф. Фосс (англ. Christopher «Chris» F. Foss; нар. 16 березня 1946 м. Гернсі) — сучасний англійський художник та ілюстратор, створює свої твори насамперед з науково-фантастичної тематики.

## Життєпис

### Дитинство
Народився в Гернсі (Нормандські острови). Багато поколінь сім'ї Фосс народжувались, жили і вмирали на цьому острові, пов'язуючи себе з цим місцем довгою історією. Батьки Кріса викладали в державній школі Узбережжя, і сім'я більшу частину часу жила на материку. Але під час свят, канікул, він, його молодший брат і батьки завжди поверталися на острів.
Під час Другої світової війни Нормандські острови були окуповані німецькими військами. Гітлер вважав, що острови є стратегічними для вторгнення в Англію і наказав побудувати ряд укріплень вздовж узбережжя Гернсі. Кріс Фосс народився менш ніж через рік після закінчення Другої світової війни, і ці значні споруди справили незабутнє враження на нього. Він згадує, що німецькі укріплення на острові Гернсі були майже зовсім новими, коли він вивчав їх, починаючи приблизно з семи років. Потрапити в бункер було досить легко: не було попереджувальних знаків та огорожі, вхід був запечатаний досить грубо і діти завжди знаходили лазівки. Це був моторошний досвід, і згадується важка депресивна атмосфера. Дуже багато з цих спогадів тепер знаходить відображення у творах Крістофера.

### Юність
Після школи Фосс поступає до Кембриджського університету за спеціальністю архитектура. Але університету він не закінчив. Прервавши навчання, Фосс починає працювати дизайнером. З 1970 року  він  створює титульні аркуші обкладинки для літературних творів. Його улюбленими мотивами були футуристичні, технологічні теми творів наукової фантастики.
У 1972 році психологом А. Комфортом публікується популярна робота в області сексуальних відносин The Joy of Sex, автором ілюстрацій до якої стає Фосс. Як основу для них художник використовує зроблені ним фотографії, зроблені в своїй лондонській майстерні.

Кріс Фосс "Космічний корабель"

## Творчість
У 1973 році Фосс отримує від лондонського видавництва Futura Publications Limited замовлення на створення зображень для книжкової серії "Перрі Родан".
 У 1977 році він бере участь в дизайні для планети Криптон при зйомках кінофільму Супермен. 
У квітні того ж року Фосс створює ескіз для оформлення конверта музичного альбому Clear Air Turbulence британської групи Ian Gillan Band. 
У 1979 році, на прохання режисера Ден О Беннона, Фосс бере участь у художній розробці культового кінофільму Чужий.

У 1979 році роботи художника з науково-фантастичної тематики виходять в художньому альбомі під назвою 21st Century Foss, в 1980 це видання виходить у формі брошури в ФРН. 
У 1990 році виходить у світ його книга Diary of a Spaceperson (ISBN 1-85028-049-5). Розроблені Фоссом зображення космічних кораблів нині активно використовуються в комп'ютерних іграх Homeworld. Фосс також працює в жанрі Horror-живопису, створює зображення військової техніки — літаків і танків.
В даний час художник живе і працює на острові Гернсі.

У своїй студії в Гернсі і Дорсеті, Кріс продовжує експериментувати з різноманітною технікою малювання.
Як і раніше, працює в техніці аерографії, але в основному олійними фарбами, а не акрілом. Він особливо любить працювати з натури, пише пейзажі, і 3D дизайн моделей «від руки» (не комп'ютер!).